# Druuna
Druuna est une série de bande dessinée créée par Paolo Eleuteri Serpieri mêlant érotisme et science-fiction.

## Synopsis et commentaires
La série raconte les aventures de la très sensuelle Druuna dans un monde futuriste post-apocalyptique ravagé par un dangereux virus, le Mal, qui transforme les êtres humains en monstrueux mutants assoiffés de sexe et de sang. L'intrigue très complexe semble souvent être un prétexte pour conduire à diverses scènes pornographiques plus ou moins explicites mettant en scène Druuna.
Druuna est une bande dessinée réaliste de science-fiction, destinée à un public adulte. Elle est l'œuvre d'un des grands maîtres de la bande dessinée italienne, Paolo Eleuteri Serpieri. L'auteur a toujours reconnu qu'il adorait dessiner les fesses féminines et c'est pourquoi on notera que les héroïnes pulpeuses de ses albums sont souvent dessinées de dos.

## Les personnages
- Druuna, personnage principal. Son nom provient de celui d'une tribu celte, les Druuni (NDLA : Darini.)[1]
- Schastar, l'amant de Druuna. Il a été contaminé par le Mal. Son nom provient également de l'histoire celtique[1]. Dans le cycle Au commencement, il est chercheur en médecine[2].
- Will est un spationaute militaire noir. Il n'apparait que dans Creatura. L'auteur en a fait un amant occasionnel de Druuna, par provocation[1].
- Lewis est l'intelligence du vaisseau-cité Delta. Seule sa tête est préservée. Il est capable de donner des visions aux autres personnes. Dans Au commencement, il est l'officier qui dirige le vaisseau[2].
- Paolo Eleuteri Serpieri apparait lui-même, sous la forme du Doc, dans Creatura. Psychanalyste du vaisseau de Will, il tente d'analyser ses hallucinations. Il réapparait, en vieux dessinateur, dans Les Origines[3].

## La genèse de la série
L'auteur raconte que tout serait parti d'un cauchemar : « Je me trouvais dans une grande salle, un grand espace plein de détritus, avec des escaliers en colimaçon qui descendaient vers une cité souterraine d'où sortaient des êtres monstrueux et des cris terrifiants. Il y avait une grande verrière qui m'empêchait de remonter vers l'extérieur. Des monstres apparemment immobiles s'approchaient insensiblement de moi. C'était une sensation terrible. J'ai eu alors l'idée de raconter l'histoire d'une ville qui aurait plusieurs niveaux, avec en bas l'enfer peuplé de monstres et en haut une sorte de paradis représentant le salut. Le personnage féminin ne devait pas être le personnage principal, mais Druuna a pris le pouvoir et a fini par s'imposer. »
La scène a finalement été transposée au début de l'album Creatura.
Déjà, en 1981, Paolo Eleuteri Serpieri avait écrit Forse (Peut-être), une histoire inachevée "mettant déjà en scène tout ce qui ferait l'univers de Druuna : sexe, science-fiction, mutation et réflexion sur le devenir de l'homme." L'héroïne s'appelle Lothaa. La nouvelle a été insérée en bonus de l'album Les origines.

## Évolution de la série
Dans Morbus Gravis, l'action débute dans un monde post-apocalyptique. Druuna tente de trouver des doses de sérum pour son amant, Shaastar, atteint du Mal. Ce dernier, devenu malgré tout un mutant, doit la quitter. Druuna s'enfuit à travers la ville. Elle découvre Lewis, qui lui explique qu'ils sont en fait dans un vaisseau spatial Delta, devenu incontrôlable.
Dans Creatura, un groupe de soldats de l'espace entre dans Delta. Druuna se lit ainsi à Will. Druuna est apparemment la seule survivante et elle quitte Delta avec eux. Mais des mutants sont également montés à bord du vaisseau des soldats. De plus, Lewis continue de faire halluciner les protagonistes...
Dans La Planète oubliée, le vaisseau des soldats s'écrase et Druuna évolue seule, dans un nouveau monde inconnu...
Il reconnait s'être inspiré d'Alien. Dans un de ses articles, le magazine de science-fiction Phénix a regretté que les histoires finissent par glisser, au fur et à mesure des différents albums publiés, d'érotiques au départ vers une pornographie plus crue.
Serpieri ayant récupéré ses droits sur Druuna, la réédition des huit épisodes a débuté en 2015, de même qu'un Druuna inédit, paru en novembre 2015.
Le cycle Druuna s'est vendu à un million d'exemplaires.

## Préquel
Paolo Eleuteri Serpieri avait déclaré que "Druuna, c'est mon gros bébé, impossible de le confier." Pourtant, il a délégué au scénariste Alessio Schreiner et au dessinateur Eon, un préquel. Il raconte les aventures de Druuna antérieures à Morbus Gravis.
Le cycle Au commencement débute par l'album Espoir, paru en 2022.
Paolo Eleuteri Serpieri promet qu'il travaille sur un nouvel album, qui sera la suite de Celle qui vient du vent.

## Publication

### Albums
La série est publiée d'abord sous le titre Morbus Gravis pour les deux premiers volumes. Le titre change en Druuna pour les volumes suivants. Les premiers volumes sont réédités sur ce titre.
- 0 Les Origines, Glénat, novembre 2015
Scénario, dessin et couleurs : Serpieri
- 1 Morbus Gravis, Dargaud, coll. Histoires fantastiques, février 1986
Scénario, dessin et couleurs : Serpieri
- 2 Druuna, Dargaud, coll. Histoires fantastiques, septembre 1987
Scénario, dessin et couleurs : Serpieri
- 3 Creatura, Bagheera, juin 1990
Scénario, dessin et couleurs : Serpieri
- 4 Carnivora, Bagheera, octobre 1992
Scénario, dessin et couleurs : Serpieri
- 5 Mandragora, Bagheera, janvier 1995
Scénario, dessin et couleurs : Serpieri
- 6 Aphrodisia, Bagheera, mars 1997
Scénario, dessin et couleurs : Serpieri
- 7 La Planète oubliée, Bagheera, septembre 2000
Scénario, dessin et couleurs : Serpieri
- 8 Clone[5], Bagheera, mai 2003
Scénario, dessin et couleurs : Serpieri
- 9 Celle qui vient du vent, Glénat, 6 mars 2019
Scénario, dessin et couleurs : Serpieri

### Éditeurs
- Dargaud (collection « Histoires fantastiques ») : tomes 1 et 2 (première édition des tomes 1 et 2).
- Bagheera : tomes 1 à 8 (première édition des tomes 3 à 8).
- Glénat : tome 0 à 9 (seconde édition du tome 0).

### Intégrales
- 1 Druuna, 1, Morbus Gravis - Delta, Glénat,  (ISBN 978-2344013540), janvier 2016
- 2 Druuna, 2, Creatura - Carnivora, Le Lombard,  (ISBN 978-2344014981), avril 2016
- 3 Druuna, 3, Mandragora - Aphrodisia, Le Lombard,  (ISBN 978-2344014998), septembre 2016
- 4 Druuna, 4, La planète oubliée ; Clone, Le Lombard,  (ISBN 978-2344015001), novembre 2016
- 5 Druuna, , Celle qui vient du vent, Glénat,  (ISBN 2344034838), Mars 2019
Scénario, dessin et couleurs : Paolo Eleuteri Serpieri

### Préquel
- 1 Druuna Au Commencement, 1, Espoirs, Glénat,  (ISBN 978-2344052129), 15 février 2022
Scénario : Alessio Schreiner - Dessin : Eon
- 2 Druuna Au Commencement, 2, Genesis, novembre 2023, Glénat
Scénario : Marco Cannavo - Dessin : Andrea Iula - Couleurs : Corrodo Roi -  (ISBN 978-2-344-06080-3)

## Adaptation
Druuna est également l'héroïne d'un jeu vidéo basé sur la série, Druuna : Morbus Gravis.